# 탄 보
탄 보(아일랜드어: Táin Bó [t̪ˠaːnʲ boː])는 초기 아일랜드어 문학의 장르 중 하나다. "소도둑"이라는 뜻이다. 켈트족의 주요 생존수단이었던 가축을 둘러싸고 일어나는 장대한 전쟁담이다. 얼스터 대계의 주인공 쿠 훌린이 활약하는 「쿠얼릉거의 소도둑」이 대표적인 탄 보다.
탄 보와 함께 대표적인 중세 아일랜드 문학 장르로는 에크트러(모험담), 움러우(항해기), 플레드(연회담), 토크마르크(구애담), 콤페르트(수태담), 아더드(절명기) 등이 있다.